# The Applied Computational Electromagnetics Society

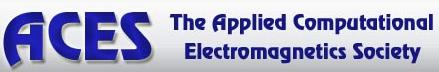
ロゴ

The Applied Computational Electromagnetics Society（アプライド・コンピューテーショナル・エレクトロマグネティック・ソサエティ）、あるいは応用計算電磁気学会、略称ACESは、アメリカを本拠地として、主に欧州と日本で、電磁界解析を対象としたモデリング及び解析適用事例に携わる技術者・科学者を対象とした学術団体である。
1985年に創設された。

## 活動
毎年春に定期国際会議が開催されている。
論文は英語で、オンライン版と印刷版の両方が年に6回の割合で発行されている。ニュースレターはオンライン版のみで年に2回発行されている。

## 会員制度
ACESの会員資格には、次の3種類がある。主に配布物の差によるものである。
フェロー称号のみ推薦による審査によって1年に一度決定される。
学生会員(Student)大学学部、大学院の学生の会員資格。論文とニュースレターはホームページからアクセスできる。12月にCD-ROM版が配布される。
普通会員(Basic)大学学部卒(学士）相当の会員資格。
企業会員(Institutional)企業として会員となる場合の法人資格。学生会員と普通会員と同様の条件のほかに印刷された出版物が配布される。
退職会員(Retired)大学や企業等を定年退職した研究者向けの割引料金である会員資格。
フェロー(Fellow)著しい業績を上げた者の会員資格。自己または他薦により推薦され、審査の上で授与される。

## 年会費
年会費はそれぞれ下記のとおりである。
- Basic: $35
- Institutional: $125
- Student / Retired: $20

## 山田吉英
2010年の選挙で初めて日本人が Board of Director に選ばれた。任期は3年間であり、2010年～2012年を担当する。防衛大学校教授山田吉英 (Prof. Yoshihide Yamada) である。
なお、今回の選出に当たり、日本国を中心とした周辺各国での活動も活発化させるために、毎年1回行われる国際学会の開催地を米国及び欧州以外で初めての地域として日本国で開催することが予定されている。開催地はGPGPU並列計算で有名な長崎大学で2012年に行う準備がすすんでいる。